# کیم لینا
کیم لینا (کره‌ای: 김리나؛ زادهٔ ۱ اوت ۱۹۸۵) بازیگر و خواننده اهل کره جنوبی است. او با بازی در سریال قهرمان در ایران شناخته شده‌است. قد او ۱۶۷ سانتی‌متر و وزن او ۵۰ کیلوگرم است.

## فیلموگرافی

### سریال‌ها
- شفادهنده (2014)
- (Kimi no Kioku wo Boku ni Kudasai(2010
- تلسینما (2009)(SBS)
- افسانه زادگاه(2009)(KBS)
- قهرمان (مجموعه تلویزیونی)(2008)(KBS2)

### فیلم
- ١٩ ساله
- ر-روز(۲۰۰۶)